# Sigurd Barrett

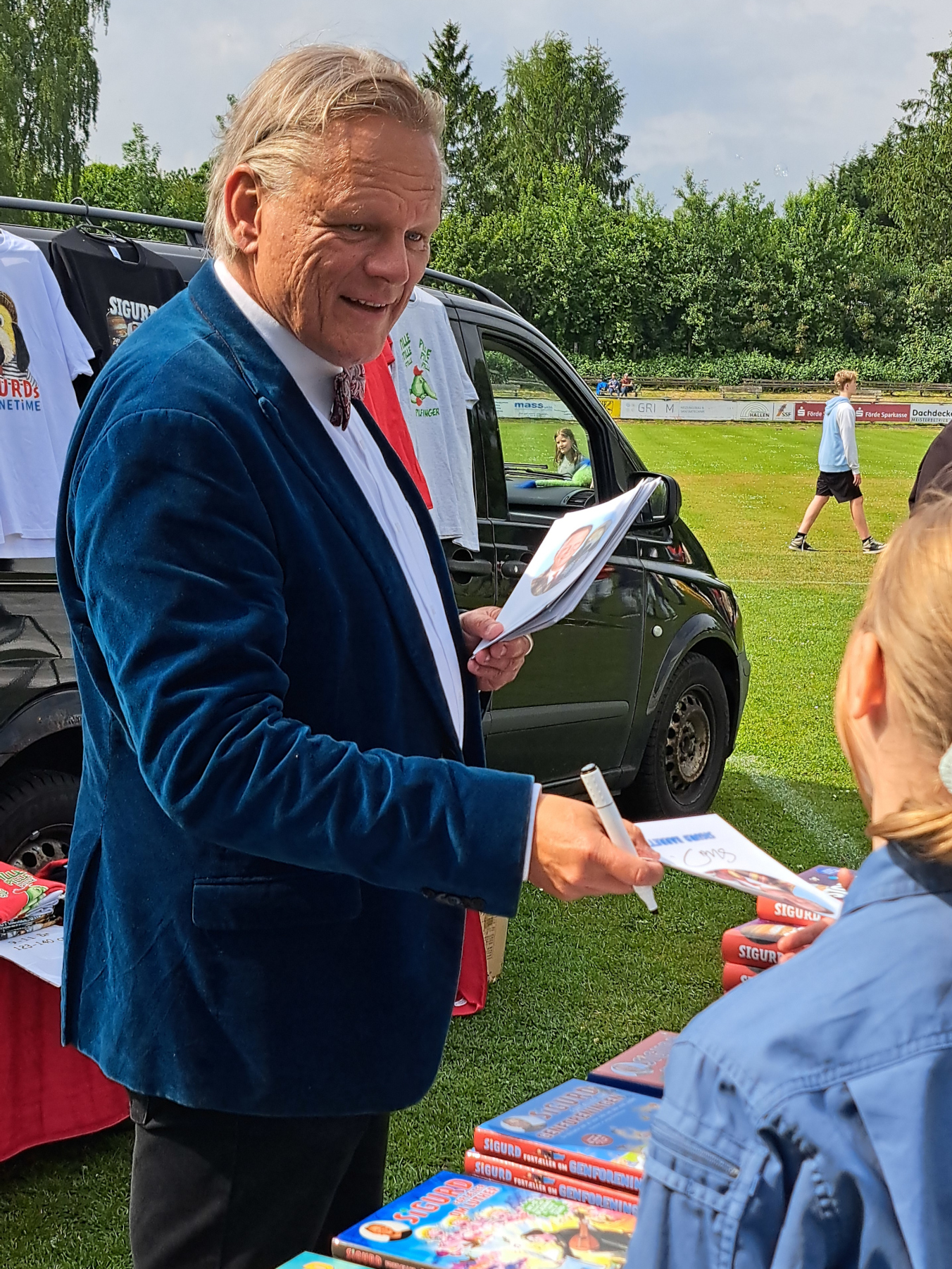
Sigurd Barret, 2025

Sigurd Barrett (20 januari 1967) is een Deense pianist, entertainer, componist, en schrijver. Als muzikant houdt hij zich bezig met verscheidene genres (jazz, klassiek, etc.) en is hij populair bij verschillende leeftijdsgroepen.

## Biografie
Sigurd Barrett speelde voor het eerst piano toen hij slechts twee jaar oud was. Toen hij zes was, had hij zijn eerste liedjes gecomponeerd. Op 12-jarige leeftijd, in 1979, werd hij voor het eerst betaald voor zijn muziek. In 1985 studeerde hij af als muziekstudent aan de Viborg Katedralskole. Hij behaalde een diploma musicologie met specialisatie Russische Rock in 1992 aan de Universiteit van Aarhus.
Zijn doorbraak kwam in de TV show "Hit med Sangen" waarna nog verschillende eigen shows volgden, waaronder Sigurds Bjørnetime, een kinderprogramma met muzikale begeleiding; Sigurd of Symfoniorkestret (Sigurd en het Symfonieorkest), een programma waarin klassieke muziek werd aangeleerd aan kinderen, en Sigurds Ulvetime, een musical TV show voor volwassen.

## Populaire cultuur
Het liedje Pilfingerdansen van zijn album Sigurds Bjørnetime 2 werd in het najaar van 2020 opgepikt door gebruikers van de mediawebsite Dumpert die er een meme van maakten om het liedje over een verscheidenheid van filmpjes te plaatsen, waaronder verschillende tv-fragmenten, een dansje van Donald Trump, een optreden van Martin Garrix op Tomorrowland en een clip uit de serie Friends.

## Discografie

### Singles
| Single met eventuele hitnotering(en) in de Nederlandse Top 40 | Datum van verschijnen | Datum van binnenkomst | Hoogste positie | Aantal weken | Opmerkingen |
| ------------------------------------------------------------- | --------------------- | --------------------- | --------------- | ------------ | ----------- |
| Pilfingerdansen - remix                                       | 2020                  | 31-10-2020            | tip23*          |              |             |